# French History
French History est une revue anglophone fondée en 1987 et publiée par la Société pour l'étude de l'histoire de France. Elle propose des articles sur l'histoire de France couvrant la période depuis le haut Moyen Âge au XXIe siècle.

## Présentation
Le premier rédacteur en chef est Richard Bonney (1987-2001). En 2023, les rédacteurs en chef sont Joseph Clarke et Claire Eldridge.
Cette revue trimestrielle est éditée par l'Oxford University Press.